# ژوآوزینیو
ژواو ناتایلتون راموس دوس سانتوس (پرتغالی: João Natailton Ramos dos Santos؛ زادهٔ ۲۵ دسامبر ۱۹۸۸) که به صورت ساده با نام ژوآوزینیو شناخته می‌شود، بازیکن فوتبال اهل برزیل است.

## باشگاهی
از باشگاه‌هایی که در آن بازی کرده‌است می‌توان به لفسکی صوفیه، کراسنودار، دینامو مسکو و سوچی اشاره کرد.